# ألبرت براينت جونيور
ألبرت براينت جونيور (بالإنجليزية: Albert Bryant, Jr.) هو ضابط أمريكي، ولد في 22 فبراير 1952 في باين بلاف في الولايات المتحدة.

## معرض صور

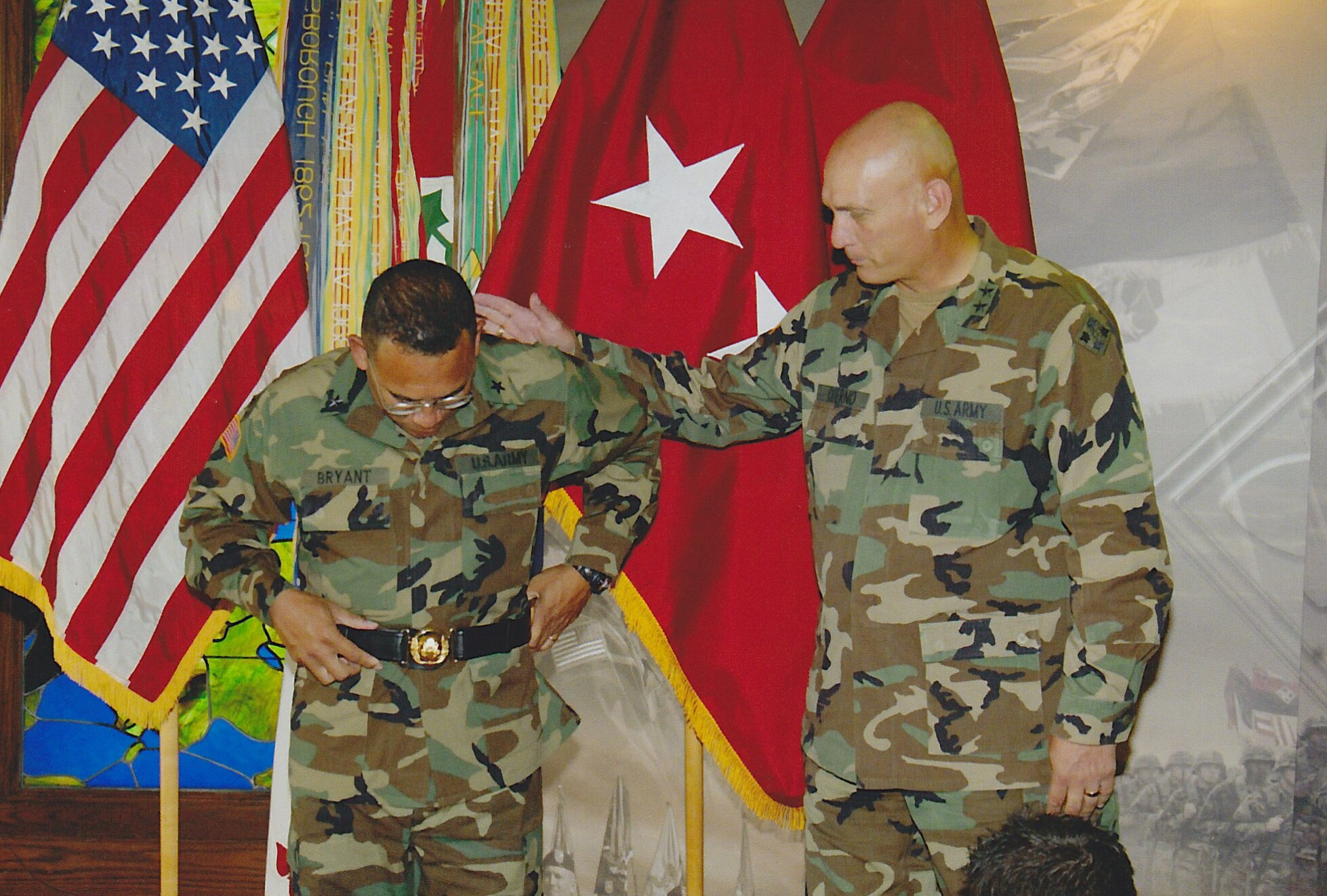
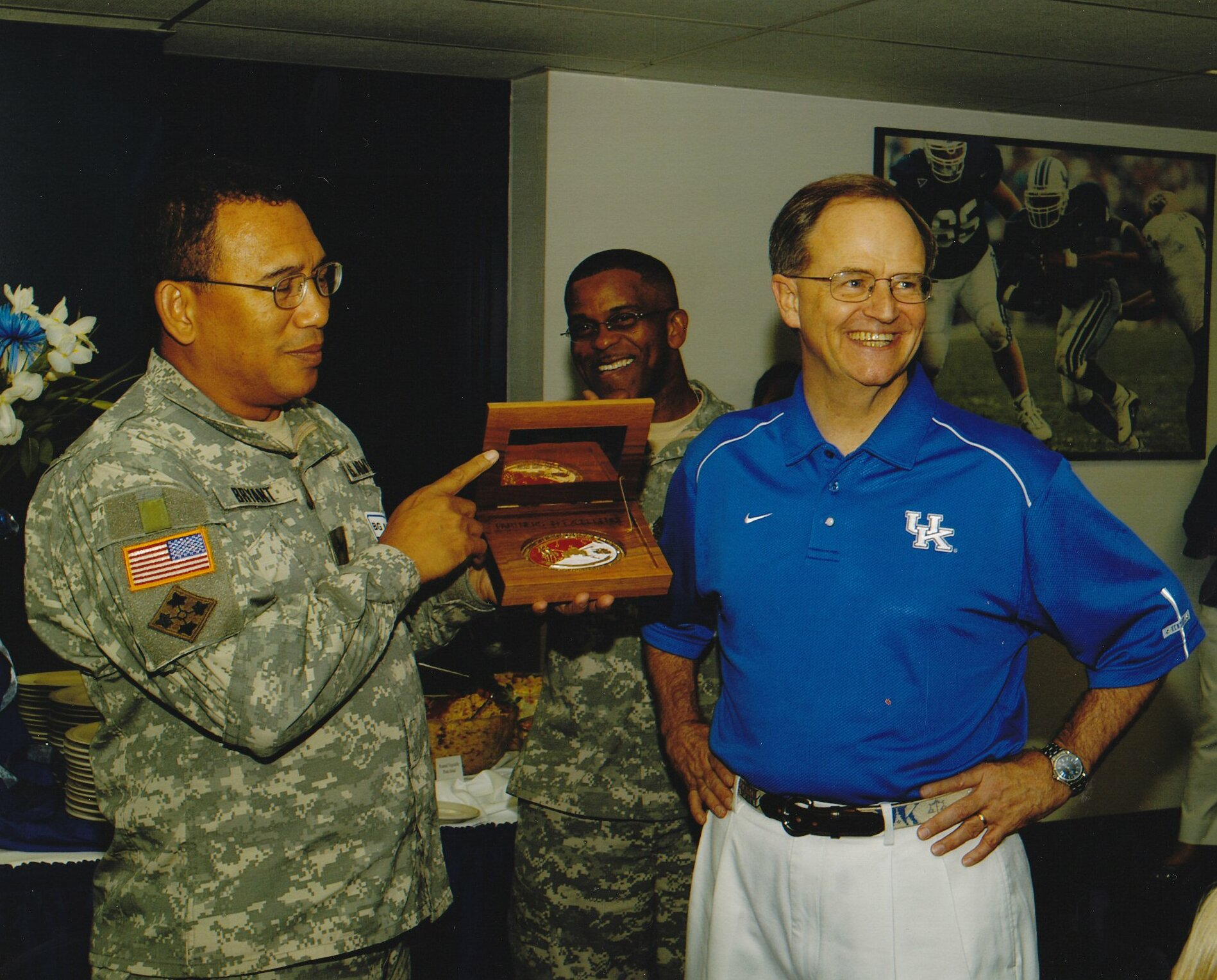
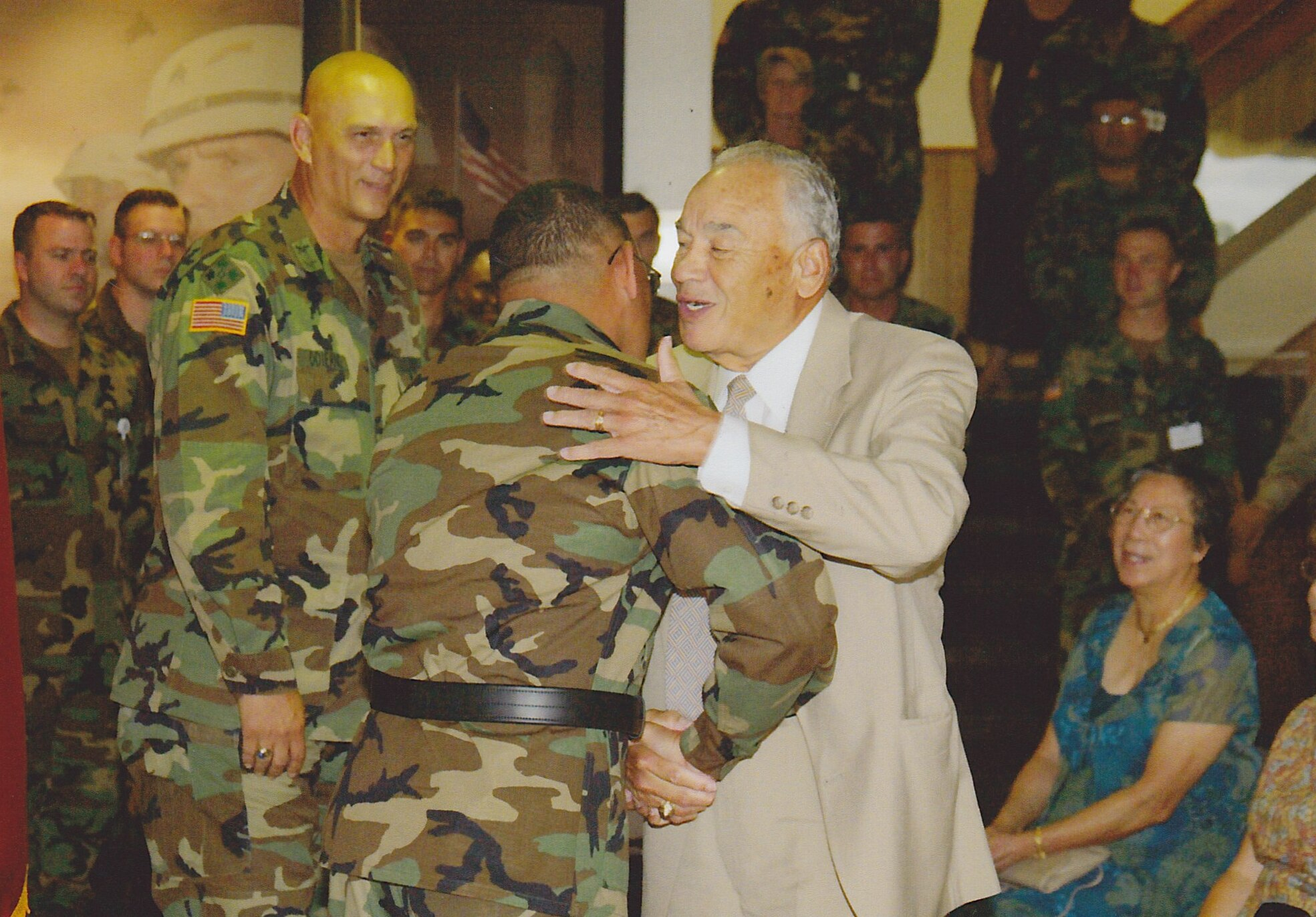
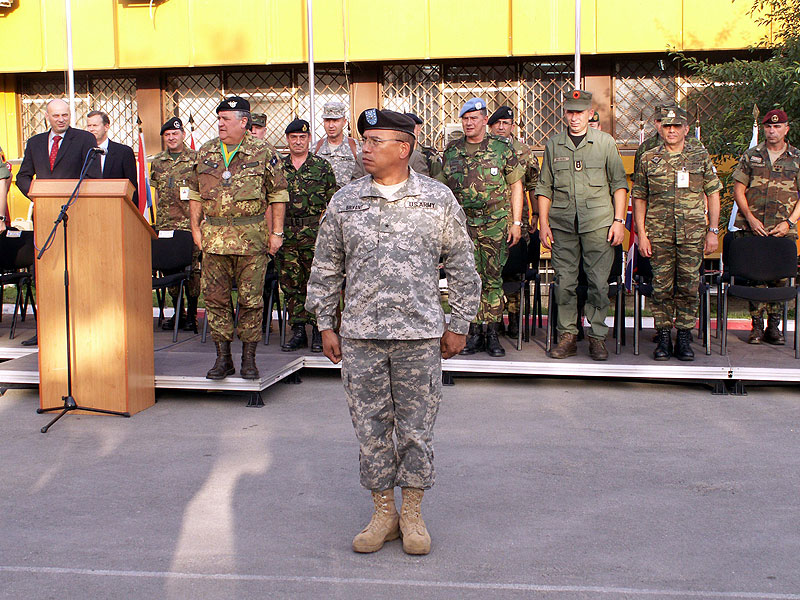
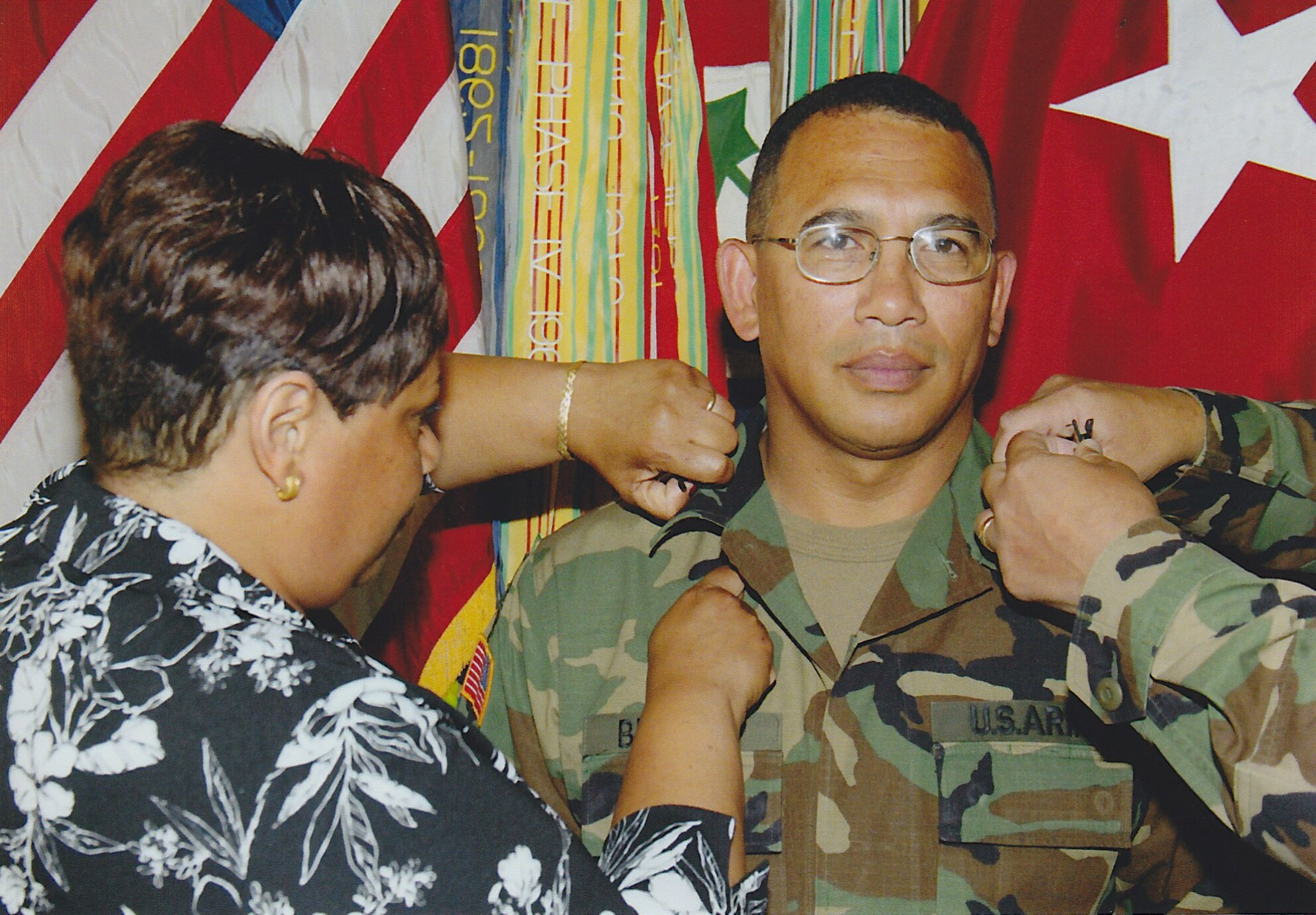
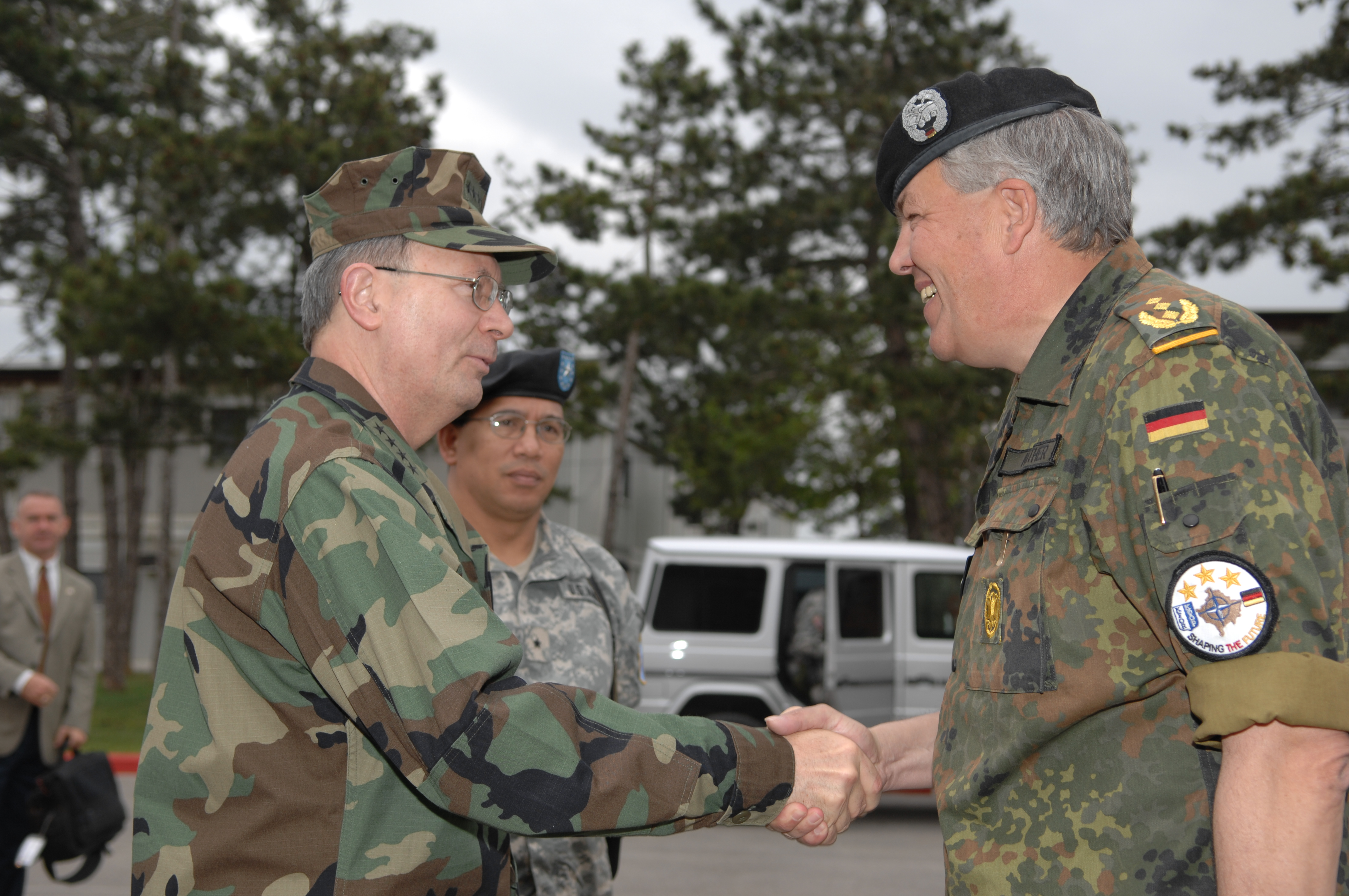